# Dolisie
Dolisie, dal 1975 al 1991 nota come Loubomo, è una città della Repubblica del Congo, situata nel Dipartimento di Niari, di cui è capoluogo. È la terza città del paese ed è un importante centro commerciale. La città è situata al margine orientale della foresta equatoriale costiera. Situata nel sud del Paese, Dolisie aveva una popolazione di 178.172 abitanti nel 2023, data dell'ultimo censimento ufficiale del Paese, che la rendeva la terza più grande del Congo.
Amministrativamente si tratta di uno dei 4 comuni del paese non facenti parte di alcun distretto. È composto da due arrondissement senza denominazione propria.

## Economia
Dolisie è un grande nodo ferroviario. Per la sua posizione è all'incrocio della Ferrovia Congo-Oceano e della ferrovia che porta al confine con il Gabon a Mbinda. Dolisie è anche sede di molte piccole industrie (legno).

## Infrastrutture e trasporti
Dolisie ha un aeroporto e una delle più grandi stazioni ferroviarie del paese.

## Storia
La città fu fondata come stazione della ferrovia Congo-Oceano. Il nome deriva dall'assistente di Pietro Savorgnan di Brazzà, Albert Dolisie.
Divenne una città prospera grazie alla ricchezza portata dalla ferrovia, e aveva 20 000 abitanti nel 1972. La città prese il nome di Loubomo nel 1975, e ben presto divenne la terza città nel Congo-Brazzaville.
Le guerre civili del 1997 e del 1999 causarono l'esodo della popolazione rurale verso le città. La popolazione di Dolisie è cresciuta in modo significativo da allora.